# HD 197630
HD 197630，又名CD-3913960，SAO 212416、HR 7933，是一颗恒星，视星等为5.5，位于銀經2.91，銀緯-38.29，其B1900.0坐标为赤經20h 39m 49.1s，赤緯-39° -38.29′ 44″。